# كريس بانش
كريس بانش (بالإنجليزية: Chris Bunch)‏ (22 ديسمبر 1943، فريسنو في الولايات المتحدة - 4 يوليو 2005، أيواكو في الولايات المتحدة)؛ صحفي، كاتب وروائي أمريكي.

## روابط خارجية
- كريس بانش على موقع IMDb (الإنجليزية)